# بفاسی
بفاسی (به لاتین: Befasy) یک منطقهٔ مسکونی در ماداگاسکار است که در منابه واقع شده‌است. بفاسی ۱۵٬۰۰۰ نفر جمعیت دارد و ۵۴ متر بالاتر از سطح دریا واقع شده‌است.